# Козьмин, Мстислав Борисович
Мстисла́в Бори́сович Козьми́н (30 ноября 1920—1992) — советский литературовед, журналист; кандидат филологических наук.

## Биография
Сын советского историка и литературоведа Бориса Козьмина и египтолога Тамары Николаевны Бороздиной-Козьминой. Учился в МИФЛИ. Участник войны; добровольцем ушёл на фронт, вступил в ВКП(б). Окончил курсы военных переводчиков (1942). Служил на Карельском фронте. Офицер разведки (старший лейтенант), знал немецкий язык как родной и ходил в глубокую разведку в Норвегии в мундире эсэсовца.
После войны — заведующий отделом критики журнала «Молодой большевик» (1947—1948). Работал консультантом по литературе в газете «Культура и жизнь» (1948—1951), участвовал в кампании против «космополитизма» и «преклонения перед иностранщиной». В 1954 году защитил кандидатскую диссертацию «Из истории русской журналистики и театральной критики XVIII века (деятельность П. А. Плавильщикова)». Был сотрудником ИМЛИ (1951—1956), учёным секретарём Отделения литературы и языка АН СССР (1954—1960), заведующим редакцией русской советской литературы Гослитиздата (1960—1962), и снова в ИМЛИ — директором музея А. М. Горького в Москве (1962—1974). В 1975—1979, после разгрома редакции журнала «Новый мир» А. Т. Твардовского — заместитель главного редактора журнала.
В 1979—1987 годах — главный редактор журнала «Вопросы литературы»; по мнению либеральной интеллигенции придал журналу характер официозного издания.
Е. Кацева, ответственный секретарь редакции журнала, вспоминала: «…пришел Мстислав Борисович Козьмин, журнал пережил период „стагнации“ — не без некоторых прорывов, но не благодаря Главному, а скорее вопреки, привлекая для особенно горячих споров членов редколлегии, главным образом, как ни неожиданно, Михаила Борисовича Храпченко, без которого мы не напечатали бы, например, статью, наделавшую много шума и положившую начало литературному пути знаменитой ныне, а тогда работавшей младшим редактором в издательстве Академии наук Татьяны Толстой».
С 1987 года снова в ИМЛИ.
Жил на Арбате. Его предвоенная фотография имеется в интернет-ресурсе "Дорога памяти".
Урна с его прахом захоронена в некрополе Донского монастыря вблизи могилы родителей. Но на его надгробии год рождения обозначен почему-то как 1926 (но это год рождения его младшего брата Вадима, прожившего до 2017 года, но на могиле брата,видимо, не бывавшего).

## Творчество
Изучал творчество А. Радищева, М. Горького, В. Маяковского, Ю. Бондарева и др. Исследовал роль М. Горького в подготовке к Первому съезду советских писателей, сферу эстетических и философских исканий К. Федина. В официальной советской парадигме описывал социально-нравственное содержание и эстетические принципы метода социалистического реализма, многообразие путей развития социалистического реализма.

## Основные работы
- Радищев — провозвестник русской революции. — М.: Правда, 1950.
- Первая книга о Всеволоде Иванове // Вопросы литературы. — 1957. — № 1. — С. 207—210.
- О задача критика // Вопросы литературы. — 1957. — № 8. — С. 199—204.
- Читая «Дон» // Вопросы литературы. — 1958. — № 12. — С. 183—198.
- К шестидесятилетию Михаила Борисовича Храпченко // Известия Академии наук СССР: сер. литературы и языка. — 1964. — Т.23, вып. 6. — С. 539—540.
- В доме на Малой Никитской. — М.: Московский рабочий, 1968 (редактор).
- Горький был ему ближе [Об отношении Маяковского к Горькому] // Москва. — 1975. — N3. — С. 208—214.
- О прошлом — для будущего // Вопросы литературы. — 1978. — № 9. — с. 3-32.
- Наши проблемы // Вопросы литературы. — 1979. — № 12. — С. 16-29.
- Учебник жизни // Альманах библиофила. Выпуск девятый. — М., 1980.
- Путь к Человеку. М.: Современник, 1984. — 239 с.
- «Горячо поздравляю тебя с долгожданным великим днем — днем нашей победы!»: письма с Карельского фронта М. Б. Козьмина. 1943—1945 гг. / публ. подгот. О. В. Селиванова, Н. В. Волочай // Исторический архив. — 2015. — № 3. — С. 40-61.